# 24e Satellite Awards
De uitreiking van de 24e Satellite Awards, waarbij prijzen werden uitgereikt in verschillende categorieën voor film en televisie uit het jaar 2019, vond plaats in Los Angeles op zondag 1 maart 2020. 

## Film – nominaties en winnaars
De nominaties werden bekendgemaakt op 3 december 2019. De winnaars werden bekendgemaakt op 19 december 2019.

### Beste dramafilm
- Ford v Ferrari
  - Bombshell
  - Burning Cane
  - Joker
  - The Lighthouse
  - Marriage Story
  - The Two Popes

### Beste komische of muzikale film
- Once Upon a Time in Hollywood
  - The Farewell
  - Hustlers
  - Knives Out
  - Rocketman
  - Uncut Gems

### Beste geanimeerde of mixed media film
- The Lion King
  - Alita: Battle Angel
  - Buñuel en el laberinto de las tortugas (Buñuel in the Labyrinth of the Turtles)
  - How to Train Your Dragon: The Hidden World
  - A Shaun the Sheep Movie: Farmageddon
  - Toy Story 4
  - Weathering with You

### Beste regisseur
- James Mangold - Ford v Ferrari
  - Pedro Almodóvar - Dolor y gloria (Pain and Glory)
  - Noah Baumbach - Marriage Story
  - Bong Joon-ho - Parasite
  - Sam Mendes - 1917
  - Quentin Tarantino - Once Upon a Time in Hollywood

### Beste acteur in een dramafilm
- Christian Bale - Ford v Ferrari
  - Antonio Banderas - Dolor y gloria (Pain and Glory)
  - Adam Driver - Marriage Story
  - George MacKay - 1917
  - Joaquin Phoenix - Joker
  - Mark Ruffalo - Dark Waters

### Beste actrice in een dramafilm
- Scarlett Johansson - Marriage Story
  - Cynthia Erivo - Harriet
  - Helen Mirren - The Good Liar
  - Charlize Theron - Bombshell
  - Alfre Woodard - Clemency
  - Renée Zellweger - Judy

### Beste acteur in een komische of muzikale film
- Taron Egerton - Rocketman
  - Daniel Craig - Knives Out
  - Leonardo DiCaprio - Once Upon a Time in Hollywood
  - Eddie Murphy - Dolemite Is My Name
  - Adam Sandler - Uncut Gems
  - Taika Waititi - Jojo Rabbit

### Beste actrice in een komisch of muzikale film
- Awkwafina - The Farewell
  - Ana de Armas - Knives Out
  - Julianne Moore - Gloria Bell
  - Constance Wu - Hustlers

### Beste acteur in een bijrol
- Willem Dafoe - The Lighthouse
  - Tom Hanks - A Beautiful Day in the Neighborhood
  - Anthony Hopkins - The Two Popes
  - Joe Pesci - The Irishman
  - Wendell Pierce - Burning Cane
  - Brad Pitt - Once Upon a Time in Hollywood

### Beste actrice in een bijrol
- Jennifer Lopez - Hustlers
  - Penélope Cruz - Dolor y gloria (Pain and Glory)
  - Laura Dern - Marriage Story
  - Nicole Kidman - Bombshell
  - Margot Robbie - Bombshell
  - Zhao Shuzhen - The Farewell

### Beste origineel script
- Marriage Story - Noah Baumbach
  - The Farewell - Lulu Wang
  - Ford v Ferrari - Jez Butterworth, John-Henry Butterworth en Jason Keller
  - Once Upon a Time in Hollywood - Quentin Tarantino
  - Dolor y gloria (Painand Glory) - Pedro Almodóvar
  - Parasite - Bong Joon-ho en Jin Won Han

### Beste bewerkt script
- Joker - Todd Phillips en Scott Silver
  - Dark Waters - Matthew Michael Carnahan, Mario Correa en Nathaniel Rich
  - The Irishman - Steven Zaillian
  - Jojo Rabbit - Taika Waititi
  - Motherless Brooklyn - Edward Norton
  - The Two Popes - Anthony McCarten

### Beste documentaire
- 63 Up
  - The Apollo
  - Apollo 11
  - The Cave
  - Citizen K
  - For Sama
  - Honeyland
  - One Child Nation

### Beste niet-Engelstalige film
- Tõde ja õigus (Truth and Justice) -  Estland
  - Atlantique -  Senegal
  - Dylda (Beanpole) -  Rusland
  - Les Misérables -  Frankrijk
  - Dolor y gloria (Pain and Glory) -  Spanje
  - Nabarvené ptáče (The Painted Bird) -  Tsjechië
  - Parasite -  Zuid-Korea
  - Portrait de la jeune fille en feu (Portrait of a Lady on Fire) -  Frankrijk

### Beste montage
- Ford v Ferrari - Andrew Buckland en Michael McCusker
  - 1917 - Lee Smith
  - Joker - Jeff Groth
  - The Irishman - Thelma Schoonmaker
  - Marriage Story - Jennifer Lame
  - Rocketman - Chris Dickens

### Beste cinematografie
- 1917 - Roger Deakins
  - Ford v Ferrari - Phedon Papamichael
  - The Irishman - Rodrigo Prieto
  - Joker - Lawrence Sher
  - Motherless Brooklyn - Dick Pope
  - Rocketman - George Richmond

### Beste soundtrack
- Joker - Hildur Guðnadóttir
  - 1917 - Thomas Newman
  - Ford v Ferrari - Marco Beltrami en Buck Sanders
  - Harriet - Terence Blanchard
  - The Irishman - Robbie Robertson
  - Marriage Story - Randy Newman

### Beste filmsong
- "(I'm Gonna) Love Me Again" - Rocketman
  - "The Ballad ofthe Lomesome Cowboy" - Toy Story 4
  - "Don't Call Me Angel" - Charlie's Angels
  - "Into the Unknown" - Frozen II
  - "Spirit" - The Lion King
  - "Swan Song" - Alita: Battle Angel

### Beste kostuums
- Dolemite Is My Name - Ruth E. Carter
  - Downton Abbey - Susannah Buxton, Rosalind Ebbutt, Caroline McCall en Anna Robbins
  - Joker - Mark Bridges
  - Judy - Jany Temime
  - Rocketman - Julian Day
  - The Two Popes - Luca Canfora

### Beste Art Direction en Production Design
- Motherless Brooklyn - Michael Ahern en Beth Mickle
  - 1917 - Dennis Gassner en Lee Sandales
  - Ford v Ferrari - François Audouy en Peter Lando
  - Joker - Laura Ballinger en Mark Friedberg
  - Once Upon a Time in Hollywood - Nancy Haigh en Barbara Ling
  - The Two Popes - Saverio Sammali en Mark Tildesley

### Beste visuele effecten
- Alita: Battle Angel - Joe Letteri en Eric Saindon
  - Avengers: Endgame - Matt Aitken, Dan DeLeeuw, Russell Earl en Dan Sudick
  - Ford v Ferrari - Mark Byers, Olivier Dumont en Kathy Siegel
  - The Irishman - Pablo Helman
  - Joker - Mathew Giampa, Bryan Godwin en Edwin Rivera
  - The Lion King - Andrew R. Jones, Robert Legato, Elliot Newman en Adam Valdez

### Beste geluidseffecten
- Ford v Ferrari - David Giammarco, PaulMassey, Steve A. Morrow en Donald Sylvester
  - 1917 - Scott Millan, Oliver Tarney, Mark Taylor en Stuart Wilson
  - Avengers: Endgame - Tom Johnson, Daniel Laurie, Shannon Mills, Juan Peralta en John Prichett
  - Joker - Alan Robert Murray, Tom Ozanich en Dean A. Zupancic
  - Once Upon a Time in Hollywood - Christian P. Minkler, Michael Minkler, Wylie Stateman en Mark Ulano
  - Rocketman - Matthew Collinge en John Hayes

## Films met meerdere nominaties
De volgende films ontvingen meerdere nominaties:
| Nominaties | Film                            | Awards |
| ---------- | ------------------------------- | ------ |
| 10         | Ford v Ferrari                  | 5      |
| 10         | Joker                           | 2      |
| 8          | 1917                            | 1      |
| 8          | Marriage Story                  | 2      |
| 7          | Once Upon a Time in Hollywood   | 1      |
| 7          | Rocketman                       | 2      |
| 6          | The Irishman                    |        |
| 5          | The Two Popes                   |        |
| 4          | Bombshell                       |        |
| 4          | The Farewell                    | 1      |
| 4          | Dolor y gloria (Pain and Glory) |        |
| 3          | Alita: Battle Angel             | 1      |
| 3          | Hustlers                        |        |
| 3          | Knives Out                      |        |
| 3          | The Lion King                   | 1      |
| 3          | Motherless Brooklyn             | 1      |
| 3          | Parasite                        |        |
| 2          | Avengers: Endgame               |        |
| 2          | Burning Cane                    |        |
| 2          | Dark Waters                     |        |
| 2          | Dolemite Is My Name             | 1      |
| 2          | Harriet                         |        |
| 2          | Jojo Rabbit                     |        |
| 2          | Judy                            |        |
| 2          | The Lighthouse                  |        |
| 2          | Toy Story 4                     |        |
| 2          | Uncut Gems                      |        |

## Televisie – nominaties en winnaars

### Beste dramaserie
- Succession
  - The Affair
  - The Crown
  - Killing Eve
  - Mindhunter
  - Mr. Mercedes

### Beste komische of muzikale serie
- Fleabag
  - Barry
  - The Good Place
  - The Kominsky Method
  - The Marvelous Mrs. Maisel
  - The Righteous Gemstones
  - Russian Doll

### Beste genre-serie
- Stranger Things
  - Carnival Row
  - Game of Thrones
  - His Dark Materials
  - The Terror
  - Watchmen

### Beste miniserie
- Chernobyl
  - The Act
  - Fosse/Verdon
  - Unbelievable
  - When They See Us
  - Years and Years

### Beste acteur in een genre/dramaserie
- Tobias Menzies - The Crown
  - Brian Cox - Succession
  - Brendan Gleeson - Mr. Mercedes
  - Jonathan Groff - Mindhunter
  - Damian Lewis - Billions
  - Billy Bob Thornton - Goliath

### Beste actrice in een genre/dramaserie
- Zendaya - Euphoria
  - Olivia Colman - The Crown
  - Jodie Comer - Killing Eve
  - Regina King - Watchmen
  - Sandra Oh - Killing Eve
  - Maggie Siff - Billions

### Beste acteur in een komische of muzikale serie
- Thomas Middleditch - Silicon Valley
  - Ted Danson - The Good Place
  - Michael Douglas - The Kominsky Method
  - Bill Hader - Barry
  - Eugene Levy - Schitt's Creek
  - Danny McBride - The Righteous Gemstones

### Beste actrice in een komische of muzikale serie
- Phoebe Waller-Bridge - Fleabag
  - Pamela Adlon - Better Things
  - Christina Applegate - Dead to Me
  - Alison Brie - GLOW
  - Rachel Brosnahan - The Marvelous Mrs. Maisel
  - Natasha Lyonne - Russian Doll
  - Catherine O'Hara - Schitt's Creek

### Beste acteur in een televisiefilm of miniserie
- Jared Harris - Chernobyl
  - Russell Crowe - The Loudest Voice
  - Jharrel Jerome - When They See Us
  - Aaron Paul - El Camino: A Breaking Bad Movie
  - Chris Pine - I Am the Night
  - Sam Rockwell - Fosse/Verdon

### Beste actrice in een televisiefilm of miniserie
- Michelle Williams - Fosse/Verdon
  - Idia Eisley - I Am the Night
  - Aunjanue Ellis - When They See Us
  - Joey King - The Act
  - Helen Mirren - Catherine the Great
  - Niecy Nash - When They See Us

### Beste acteur in een bijrol in een serie, miniserie of televisiefilm
- Jeremy Strong - Succession
  - Alan Arkin - The Kominsky Method
  - Walton Goggins - The Righteous Gemstones
  - Dennis Quaid - Goliath
  - Andrew Scott - Fleabag
  - Tony Shalhoub - The Marvelous Mrs. Maisel
  - Stellan Skarsgård - Chernobyl

### Beste actrice in een bijrol in een serie, miniserie of televisiefilm
- Olivia Colman - Fleabag
  - Patricia Arquette - The Act
  - Alex Borstein - The Marvelous Mrs. Maisel
  - Toni Collette - Unbelievable
  - Meryl Streep - Big Little Lies
  - Emily Watson - Chernobyl
  - Naomi Watts - The Loudest Voice

### Beste televisiefilm
- El Camino: A Breaking Bad Movie
  - Brexit: The Uncivil War
  - Deadwood: The Movie
  - The Highwaymen

## Series met meerdere nominaties
De volgende series ontvingen meerdere nominaties:
| Nominaties | Televisieprogramma              | Awards |
| ---------- | ------------------------------- | ------ |
| 4          | Chernobyl                       | 2      |
| 4          | Fleabag                         | 3      |
| 4          | The Marvelous Mrs. Maisel       |        |
| 4          | When They See Us                |        |
| 3          | The Act                         |        |
| 3          | The Crown                       | 1      |
| 3          | Fosse/Verdon                    | 1      |
| 3          | Killing Eve                     |        |
| 3          | The Kominsky Method             |        |
| 3          | The Righteous Gemstones         |        |
| 3          | Succession                      | 3      |
| 2          | Barry                           |        |
| 2          | Billions                        |        |
| 2          | El Camino: A Breaking Bad Movie | 1      |
| 2          | Goliath                         |        |
| 2          | The Good Place                  |        |
| 2          | I Am the Night                  |        |
| 2          | The Loudest Voice               |        |
| 2          | Mindhunter                      |        |
| 2          | Mr. Mercedes                    |        |
| 2          | Russian Doll                    |        |
| 2          | Schitt's Creek                  |        |
| 2          | Unbelievable                    |        |
| 2          | Watchmen                        |        |

## Special achievement awards
- Auteur Award (for singular vision and unique artistic control over the elements of production) – Edward Norton (Motherless Brooklyn)
- Humanitarian Award (for making a difference in the lives of those in the artistic community and beyond) – Maunia Meddour (Papicha)
- Best First Feature – Laure de Clermont-Tonnerre (The Mustang)
- Stunt Performance Award – Steve Stafford
- Ensemble: Motion Picture – Knives Out
- Ensemble: Television – Succession